# Radegunda
Radegunda is een plaats in Slovenië en maakt deel uit van de gemeente Mozirje in de NUTS-3-regio Savinjska. De plaats telde 278 inwoners op 1 januari 2020.